# Meistaraflokkur (1935)
Sezon 1935 był 24. sezonem o mistrzostwo Islandii. Drużyna KR nie obroniła tytułu mistrzowskiego, zdobył go zespół Valur, zdobywając w trzech meczach pięć punktów. Ze względu na brak systemu ligowego żaden zespół nie spadł ani nie awansował po sezonie.

## Drużyny
Po sezonie 1934 z udziału w rozgrywkach po jednym sezonie zrezygnował zespół ÍB Vestmannaeyja, żaden zespół natomiast nie dołączył do ligi, w wyniku czego w sezonie 1935 w rozgrywkach Meistaraflokkur wzięły udział cztery zespoły.
| Uczestnicy poprzedniej edycji                                                                                 | Uczestnicy poprzedniej edycji | Uczestnicy poprzedniej edycji | Uczestnicy poprzedniej edycji |
| --- | ----------------------------- | ----------------------------- | ----------------------------- |
| KRE | KR                            | 1                             |                               |
| VAL | Valur                         | 2                             |                               |
| FRA | Fram                          | 3                             |                               |
| VÍR | Víkingur Reykjavík            | 5                             |                               |
| Oznaczenia: - kolumna pierwsza – skróty nazw drużyn, - kolumna trzecia – miejsce zajęte w poprzednim sezonie. |                               |                               |                               |

## Tabela
| Lp. | Drużyna            | M | Z | R | P | Bramki | Bramki | +/– | Pkt |
| --- | ------------------ | - | - | - | - | ------ | ------ | --- | --- |
| 1   | Valur (M)          | 3 | 2 | 1 | 0 | 6      | 2      | +4  | 5   |
| 2   | KR                 | 3 | 2 | 0 | 1 | 10     | 2      | +8  | 4   |
| 3   | Fram               | 3 | 1 | 1 | 1 | 6      | 3      | +3  | 3   |
| 4   | Víkingur Reykjavík | 3 | 0 | 0 | 3 | 2      | 17     | −15 | 0   |

## Wyniki
| Gospodarz \ Gość   | FRA | KRE | VAL | VÍR |
| Fram               |     |     | 0:0 |     |
| KR                 | 3:1 |     |     | 7:0 |
| Valur              |     | 1:0 |     | 5:2 |
| Víkingur Reykjavík | 0:5 |     |     |     |

Źródło: Knattspyrnusamband Íslands (isl.)
Objaśnienia:
1Drużyna gospodarzy jest wymieniona po lewej stronie tabeli.
Kolory: zielony – zwycięstwo gospodarzy, żółty – remis, różowy – zwycięstwo gości.